# Макарченко, Александр Фёдорович
Александр Фёдорович Макарченко (22.10.1903, Мариуполь — 05.07.1979, Киев) — советский учёный-медик, академик АН УССР.
Окончил медицинский факультет Харьковского мединститута (1933), был оставлен в аспирантуре на кафедре неврологии, одновременно работал инспектором Харьковского облздравотдела.
- 1935—1937 зам. зав. Киевского облздравотдела.
- 1937—1939 директор Харьковского института усовершенствования врачей,
- 1939—1941 директор Львовского медицинского института.
- 1941 — зам. министра здравоохранения Украины,
- 1942 — ректор Таджикского медицинского института
- 1942—1946 зам. министра здравоохранения Таджикской ССР.
- 1946—1950 в аппарате ЦК КП Украины
- 1950—1953 в министерстве здравоохранения СССР
- 1953—1979 зав. отделом неврологии и нейрофизики Института физиологии АН УССР, в 1956—1966 директор Института.

Кандидат (1941), доктор (1954) медицинских наук. Академик АН УССР (1961), в 1962—1963 вице-президент АН УССР. Основное направление научных исследований — физиология нервной системы.
Лауреат премии им. Богомольца (1954). Заслуженный деятель науки Украинской ССР.
Умер 5 июля 1979 года. Похоронен на Байковом кладбище.